# ۴۳۱ (قمری)
۴۳۱ (قمری)، چهارصد و سی و یکمین سال در گاهشماری هجری قمری است. اول محرم این سال برابر با بیست و نهم سپتامبر سال ۱۰۳۹ میلادی است.

## رویدادها
- ۸ رمضان - نبرد دندانقان میان لشکریان غزنوی و سلجوقی که با پیروزی سلجوقیان پایان یافت و خراسان به تصرف سلجوقیان درآمد.

## درگذشتگان
- عنصری بلخی، شاعر پارسی‌گوی